# Inquinamento fiscale
L'inquinamento fiscale è in economia aziendale un fenomeno dovuto alla presenza di poste tributarie nel bilancio d'esercizio di un'azienda. Questa presenza di natura fiscale andava a discapito della natura prettamente civilistica propria del bilancio.
Il problema nasce dalla differenza di scopi che si prefiggono l'ambito civilistico e quello fiscale: il primo mira ad un'analisa economica, finanziaria e patrimoniale dell'attività dell'impresa, mentre il secondo mira a determinare la base imponibile dell'azienda sulla quale fare gravare le imposte.
Un caso tipico è quello dei componenti negativi di reddito: in molti casi essi, pur non avendo alcuna giustificazione di tipo civilistico, vengono comunque indicati nel conto economico con lo scopo di renderli deducibili fiscalmente. Operando in tal maniera si ha però un'alterazione del risultato economico e del patrimonio netto dell'impresa, cioè elementi determinabili secondo regole ben precise indicate dal Codice civile non vengono descritti fedelmente a causa di precise scelte fiscali di colui che stende il bilancio d'esercizio.